# Dina Wyler
Dina Wyler (geborene Farbstein; * 23. Juli 1931 in Bombay; † 28. Januar 2007 in Baden im Kanton Aargau) war eine Schweizer Künstlerin mit jüdischen Vorfahren und Enkelin des Nationalrats David Farbstein.

## Leben und Wirken

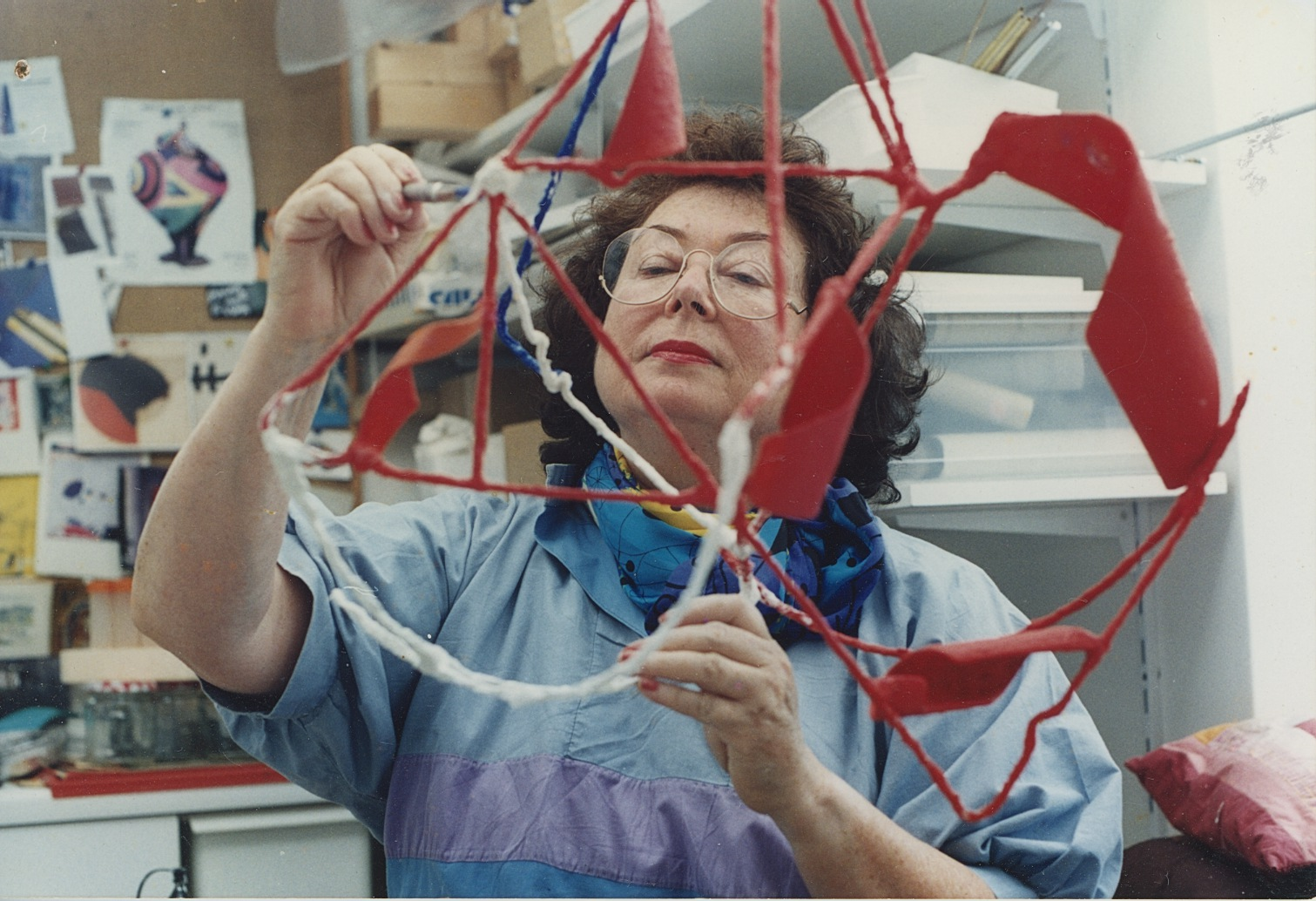
Dina Wyler bei der Arbeit in ihrem Atelier (1995)

Dina H. Wyler kam 1931 als Auslandschweizerin in Indien (Bombay) zur Welt, wo ihr Vater damals bereits seit ca. sechs Jahren gearbeitet hatte. Ihre Eltern hiessen Gustav Immanuel Farbstein bzw. Josephine (geb. Silberroth). Die Eltern ihres Mannes Reto, also ihre Schwiegereltern, hiessen Marcus Wyler bzw. Marie  (geb. Schmid). Ihre Kindheit und Jugend verbrachte sie zusammen mit ihrer eineinhalb Jahre jüngeren Schwester Ann zunächst in Bombay, dann in Haifa (1934 bis 1935) und wieder in Bombay (1935 bis 1937). Es folgte ein dreijähriger Aufenthalt in einem Kinderheim in Oberägeri (1937 bis 1940). Danach folgten Aufenthalte in Darjeeling (1940 bis 1942) und Mussoorie (1942 bis 1945). 1946 bis 1950 lebte sie, ebenso wie ihre Schwester, in einer Pension in Zürich. Diese wurde vom Ehepaar Marcus und Marie Wyler geführt und Dina Wyler sollte dort ihren späteren Mann Reto Wyler kennenlernen. 1950 erwarb sie an der Zürcher Töchterschule (heute: Kantonsschule Hohe Promenade) die Matura und besuchte dann 1951 an der Universität Genf die Dolmetscherschule. 1952 absolvierte sie einen Sekretärinnenkurs für Maturandinnen. Sie arbeitete 1950  für sechs Monate im Translation Department der Firma Unilever in London, 1951 für sechs Monate in der Sportwaffenfabrik Hämmerli in Lenzburg, weitere sechs Monate in einer Zürcher Anwaltskanzlei und 1952 bis 1953 als qualifizierte Sachbearbeiterin bei der Firma Ciba in Bombay.
1954 heiratete sie Reto Wyler und lebte nach der Geburt ihrer zwei Söhne Mark (* 1956) und Frank (* 1958) im Kanton Aargau in Berikon, bis die Familie für einen temporären Aufenthalt 1966 für ein Jahr in die USA umzog. Dort nahm sie ihre künstlerische Ausbildung auf. Nach ihrer Rückkehr nach Berikon belegte sie von 1967 bis 1976 Kurse an der Kunstgewerbeschule, bei Hans Neuburger in der Migros Klubschule und beim Kunstmaler Henri Schmid in Zürich. Sie machte sich so mit diversen Stilen vertraut. Diese brachte sie in ihren Werken über verschiedene Phasen, zunächst in der Porträtmalerei, später in zunehmender Abstraktion zum Ausdruck. Oft als Collagen in Mischtechnik auf Papier und Leinwand, aber auch als Lithografien (Steindruck), Monotypien mit Glas und Kupferplatten oder als Plastik mit Speckstein oder Draht-Gips-Objekten.
Mit ihrer abstrakten Themenverarbeitung aus dem „Wunderbaren des Alltäglichen“ erwies sich die Künstlerin als Meisterin der Ordnung in Fläche und Form, der Reduktion auf das Wesentliche.
An über 60 Gruppen- und Einzel-Ausstellungen zwischen 1967 und 2004 konnte sie ihre Werke erfolgreich einem größeren Publikum präsentieren. Viele Bilder und Plastiken gelangten so in privaten und öffentlichen Besitz.
1989 baute sie sich ihr eigenes Atelier auf dem Grundstück des Familienhauses in Berikon.
Sie wurde eingeladen, Mitglied der Gesellschaft Schweizerischer Maler und Bildhauer Aarau (1975 GSMBA) und der Gesellschaft Schweizer Malerinnen, Bildhauerinnen und Kunstgewerblerinnen Zürich (1977 GSMBK) sowie später bei den Schweizer Soroptimistinnen zu werden.

## Ausstellungen  (Auswahl)
- 1970/72/74/77/82/85, Kirchliches Zentrum, Mutschellen / AG
- 1971/74/77, Kunstszene Zürich, Züspa Hallen
- 1975, Galerie Wolfsberg, Zürich: Jubiläumsausstellung GSMB+K
- 1976/83, Kunsthaus Zürich: Foyer-Ausstellung der GSMB+K
- 1975/76/79, Kunsthaus Aarau: Weihnachtsausstellungen / Ausstellung der GSMBA Sektion Aargau
- 1977, Galerie Kolin, Zug
- 1978/80/81/82/84/85/87/89/91/93/96/99, Galerie Vista Nova, Zürich
- 1982/89, Galerie Trudelhaus, Baden: Weihnachtsausstellung GSMBA Aargau / Gruppenausstellung
- 1983/85, Altstadt Galerie, Bern

- 1984, Galerie Steiner, Bremgarten

- 1985, Galerie Vogtei, Herrliberg / ZH: 4 GSMB+K-Frauen
- 1986/89, Galerie Rosengarten, Thun / BE
- 1986/97, Zähnteschüür, Oberrohrdorf / AG

- 1986, Helmhaus Zürich: GSMBK+K Gruppenausstellung

- 1988, Motor Columbus, Baden / AG
- 1990, Galerie Wengihof, Zürich

- 1992/95/2000/04, Galerie Antonigasse, Bremgarten
- 2002, Galerie am Bach, Obererlinsbach / AG
- 2003, Galerie Kunst und Kultur (KUKU), Rothrist.

(Quelle:)

## Werkbeispiele aus verschiedenen Phasen der Entwicklung

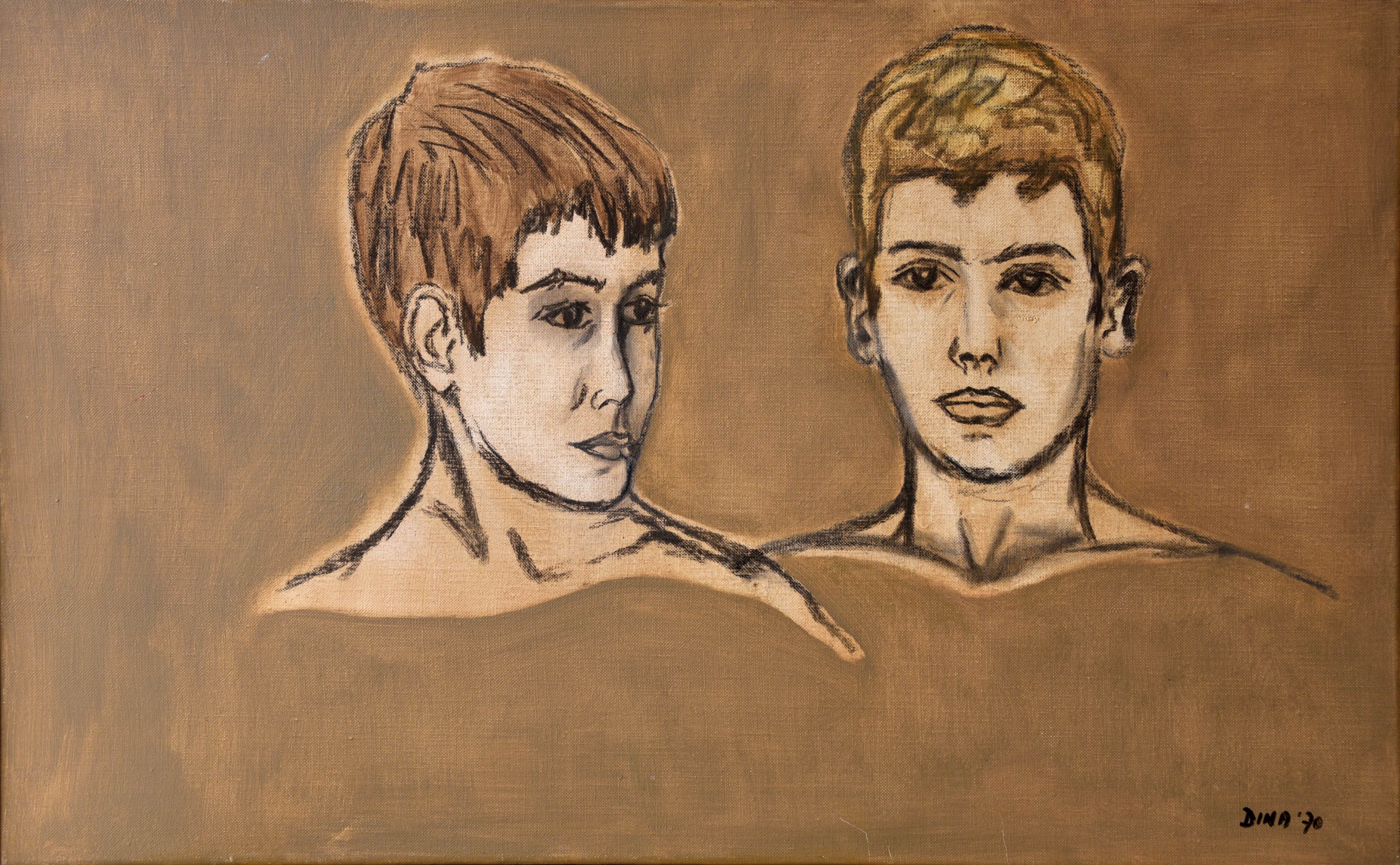
Frank und Mark, 1970
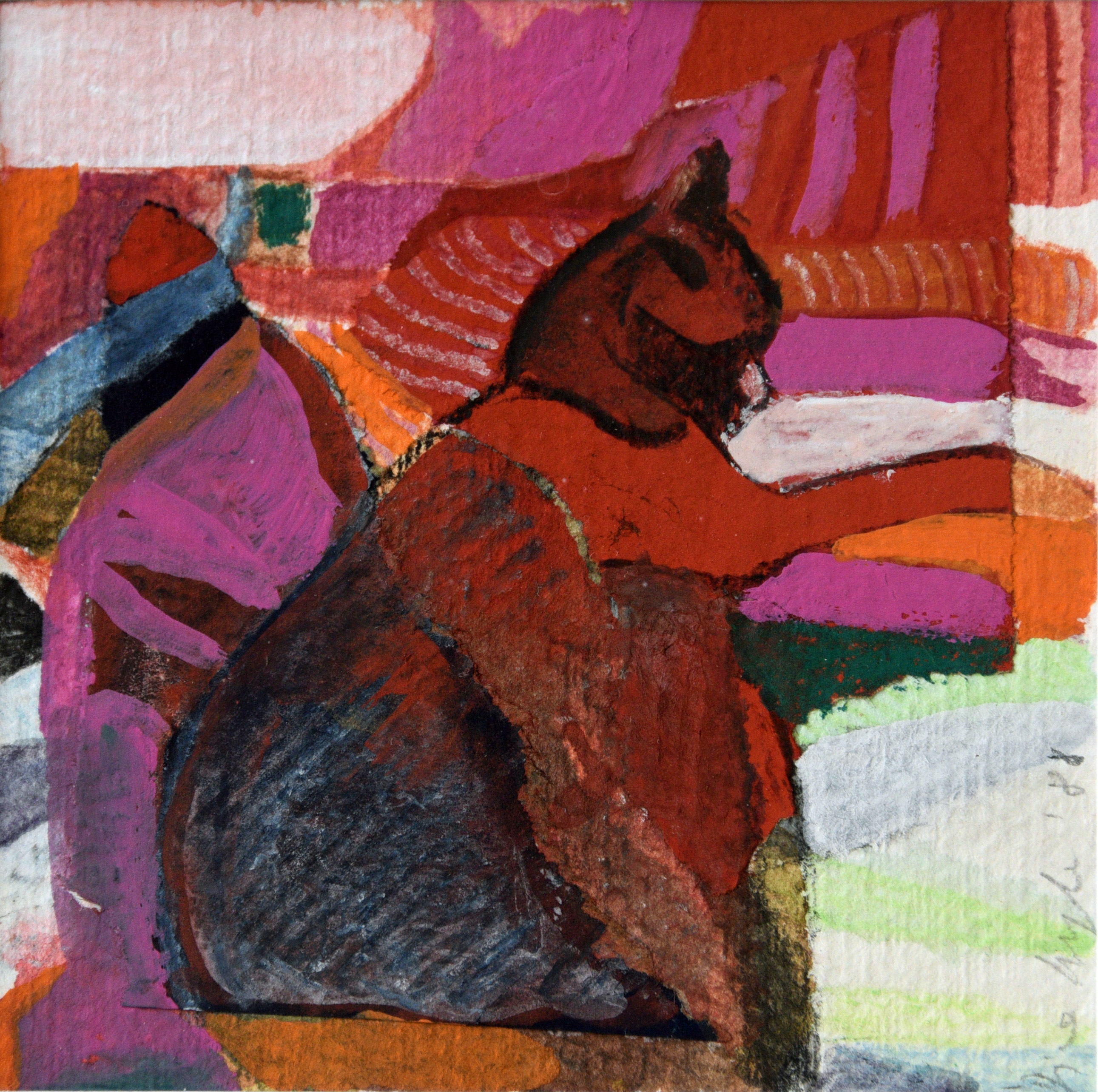
Rama, 1988
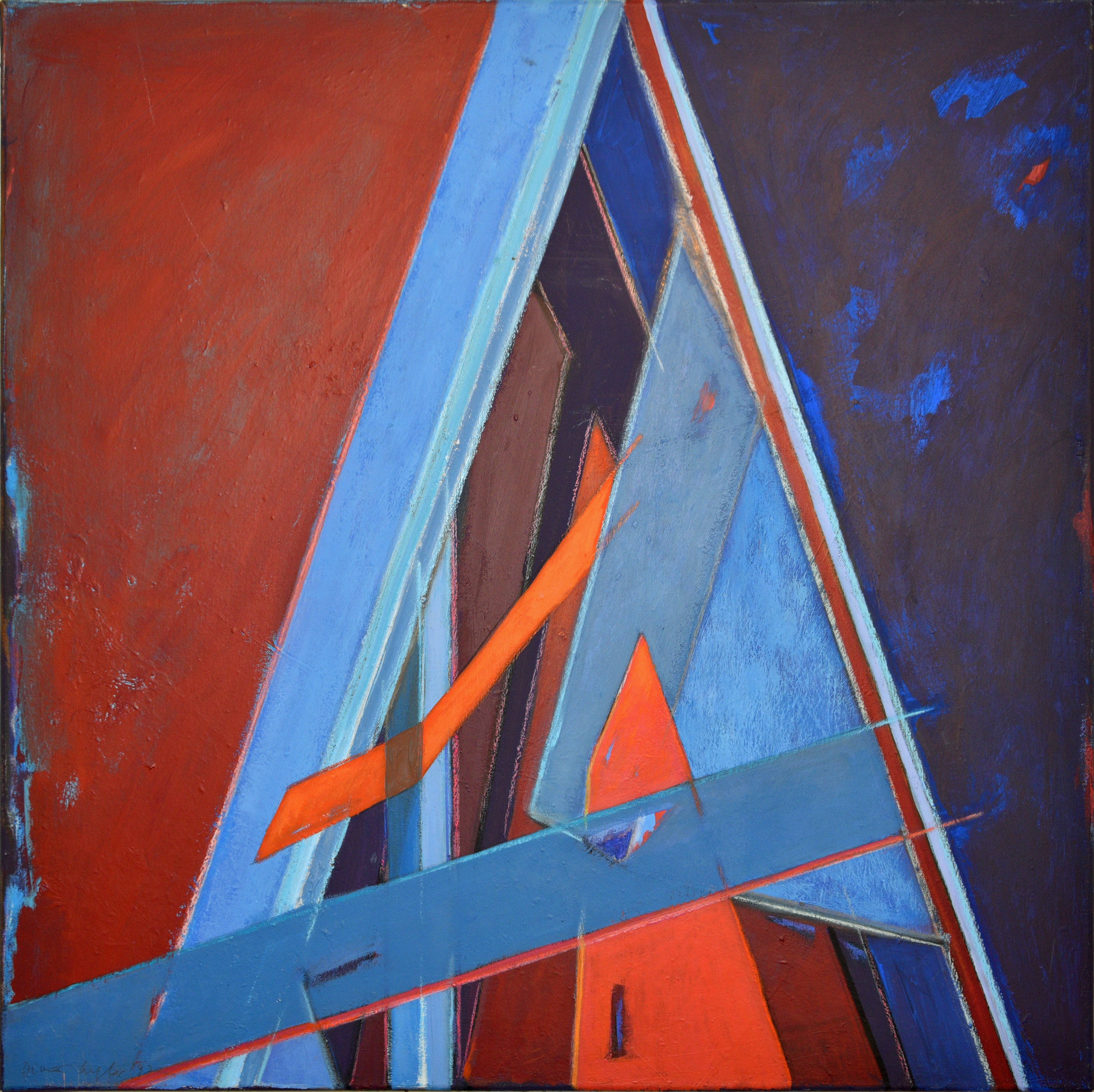
Glühend, 1997
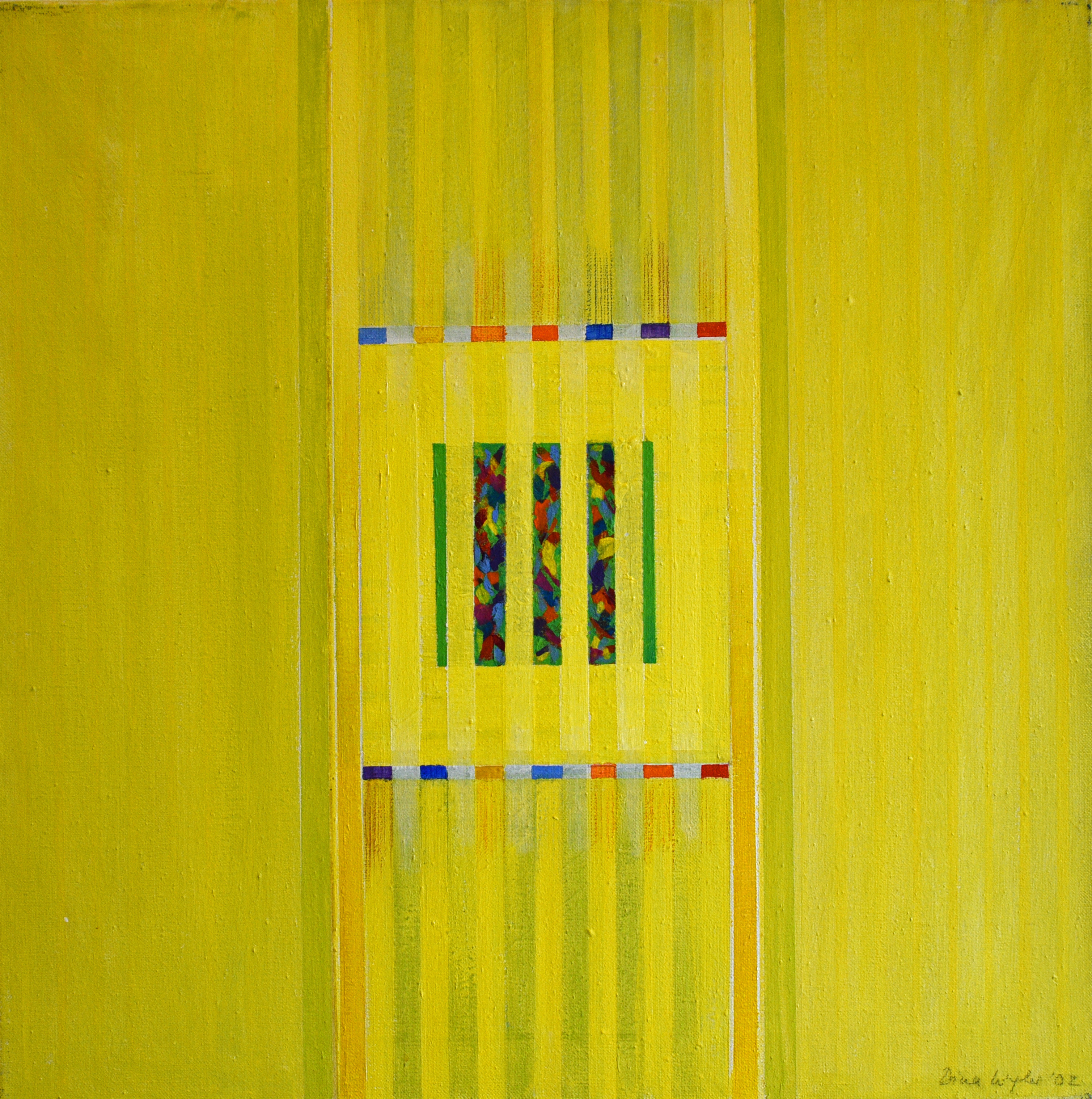
Sommerlich, 2002